# Woestijnkasteel

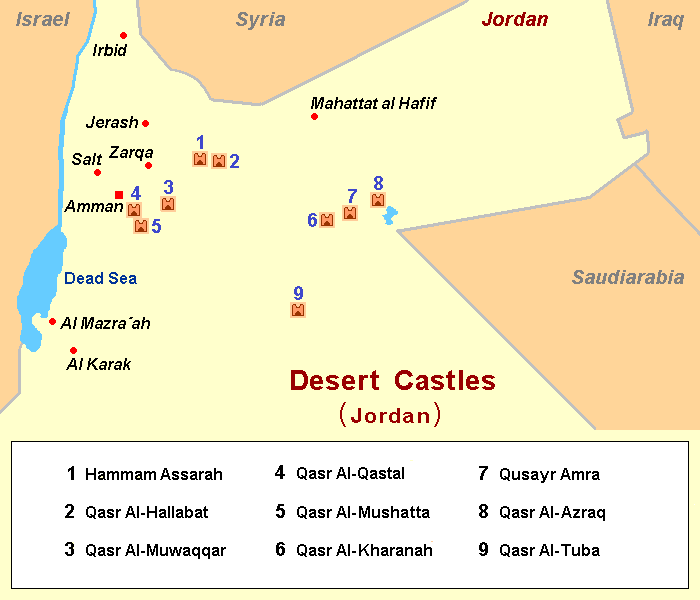
Kaart met de woestijnkastelen

De zogenoemde woestijnkastelen zijn verschillende kastelen, forten in de woestijn ten oosten en zuiden van de Jordaanse hoofdstad Amman

## Geschiedenis
Het merendeel van de kastelen werd gebouwd in de 7e en 8e eeuw in opdracht van de kaliefen van de Omajjadendynastie, de eerste islamitische dynastie. De meeste gebouwen liggen langs de oude handelsroutes naar Medina (Saoedi-Arabië) en Koefa (Irak).
De functie van de bouwwerken was verschillend. Sommigen waren een vesting, anderen dienden als jachtpaviljoen met badhuis (Quseir Amra) of als karavanserai. Soms deden ze dienst als ontmoetingsplaats tussen de kalief of zijn afgevaardigden en de lokale bedoeïenenleiders.
De kastelen zijn een voorbeeld van de vroege islamitische kunst en architectuur.
Het badhuis van Quseir Amra is op de werelderfgoedlijst van UNESCO geplaatst.

## Bouwwerken
| Naam                    | Land      | Ligging                                  | Bouwperiode   | Opdrachtgever |
| ----------------------- | --------- | ---------------------------------------- | ------------- | ------------- |
| Qasr Al-Qastal          | Jordanië  | ongeveer 25 km ten zuiden van Amman      | eind 7e eeuw  | Abd al-Malik  |
| Qasr Hammam Assarah     | Jordanië  | ongeveer 55 km ten noordoosten van Amman | circa 710     | Walid I       |
| Qasr Hallabat           | Jordanië  | ongeveer 60 km ten noordoosten van Amman | circa 710     | Walid I       |
| Qasr Tuba               | Jordanië  | ongeveer 95 km ten zuidoosten van Amman  | circa 710     | Walid I       |
| Khirbat al-Minya        | Israël    | Noordwest van het Meer van Tiberias      | circa 710     | Walid I       |
| Quseir Amra             | Jordanië  | ongeveer 85 km ten oosten van Amman      | 710 - 715     | Walid I       |
| Qasr Hraneh             | Jordanië  | ongeveer 65 km ten oosten van Amman      | begin 8e eeuw | Walid I       |
| Qasr Al-Muwaqqar        | Jordanië  | ongeveer 30 km ten zuiden van Amman      | 720-724       | Yazid II      |
| Qasr al-Chair al-Sharqi | Syrië     | Ten noordoosten van Palmyra              | 724 - 727     | Hisham        |
| Qasr al-Chair al-Garbi  | Syrië     | Ten zuidwesten van Palmyra               | 728 - 729     | Hisham        |
| Qasr Mushatta           | Jordanië  | ongeveer 35 km ten zuidoosten van Amman  | 743           | Walid II      |
| Paleis van Hisham       | Palestina | Ten noorden van Jericho                  | 743           | Walid II      |
| Qasr Azraq              | Jordanië  | ongeveer 100 km ten oosten van Amman     | 13e eeuw      | Mammelukken   |